# Urban I
Urban I (łac. Urbanus, cs. Священномученик Урва́н I Римский; ur. w Rzymie, zm. w 230 tamże) – święty Kościoła katolickiego, 17. papież w okresie od 222 do 230.
Urban I rządził Kościołem w czasie, gdy część gminy rzymskiej opowiedziała się za antypapieżem Hipolitem. Jemu to Urban I powierzył obliczenie daty Paschy.

## Życiorys
Wzmiankowany jest przez Euzebiusza w jego historii oraz imię jego wymienione jest w Coemeterium Callisti, ale o jego życiu niewiele wiadomo. Jego ojciec miał na imię Poncjan i był Rzymianinem. Za pontyfikatu Urbana I panował cesarz Aleksander Sewer (222–235) i był to czas wolny od prześladowań. W brewiarzu katolickim (z 25 maja) mówi się o licznych nawróconych, między którymi są św. Cecylia, jej mąż św. Walerian i jego brat św. Tyburcjusz. Według podania św. Urban wydał instrukcję, aby kler do Mszy św. używał kielicha i pateny ze złota lub srebra.
Uważany jest za męczennika, zginął 23 maja przez ścięcie głowy, a pogrzebany został na Coemetarium Praetextati, jednak nie znajduje to potwierdzenia w źródłach. Na miejscu męczeństwa św. Cecylii, na Trastevere, kazał zbudować kościół w którym spoczywają szczątki patronki muzyki.
Według Martyrologium św. Hieronima został pochowany w katakumbach św. Kaliksta przy Via Appia. Znaleziono tam płytę grobową z jego imieniem zapisanym greckimi literami.
W średniowieczu w związku z rozwojem kultury agrarnej był jednym z najbardziej popularnych świętych. W jego dzień błogosławiono pola. Jest patronem winiarzy, winnej latorośli, ogrodników, dobrych urodzajów. Przedstawiany jest z w szatach pontyfikalnych i tiarze, a jego atrybutami są: kielich, krucyfiks, księga, miecz, winne grono, winne grono na księdze. W Kościele w Polsce jego wspomnienie liturgiczne przypada na 19 maja, przeniesione z 25 maja po reformie kalendarza rzymskiego w 1969, w Kościele Greckokatolickim 12 lutego.
Jest patronem Troyes, Bucchianico, a w Polsce Zielonej Góry, Gogolina, gminy Kobiór oraz Cieszowej.
W tym samym czasie antypapieżem był św. Hipolit.

## Zobacz też

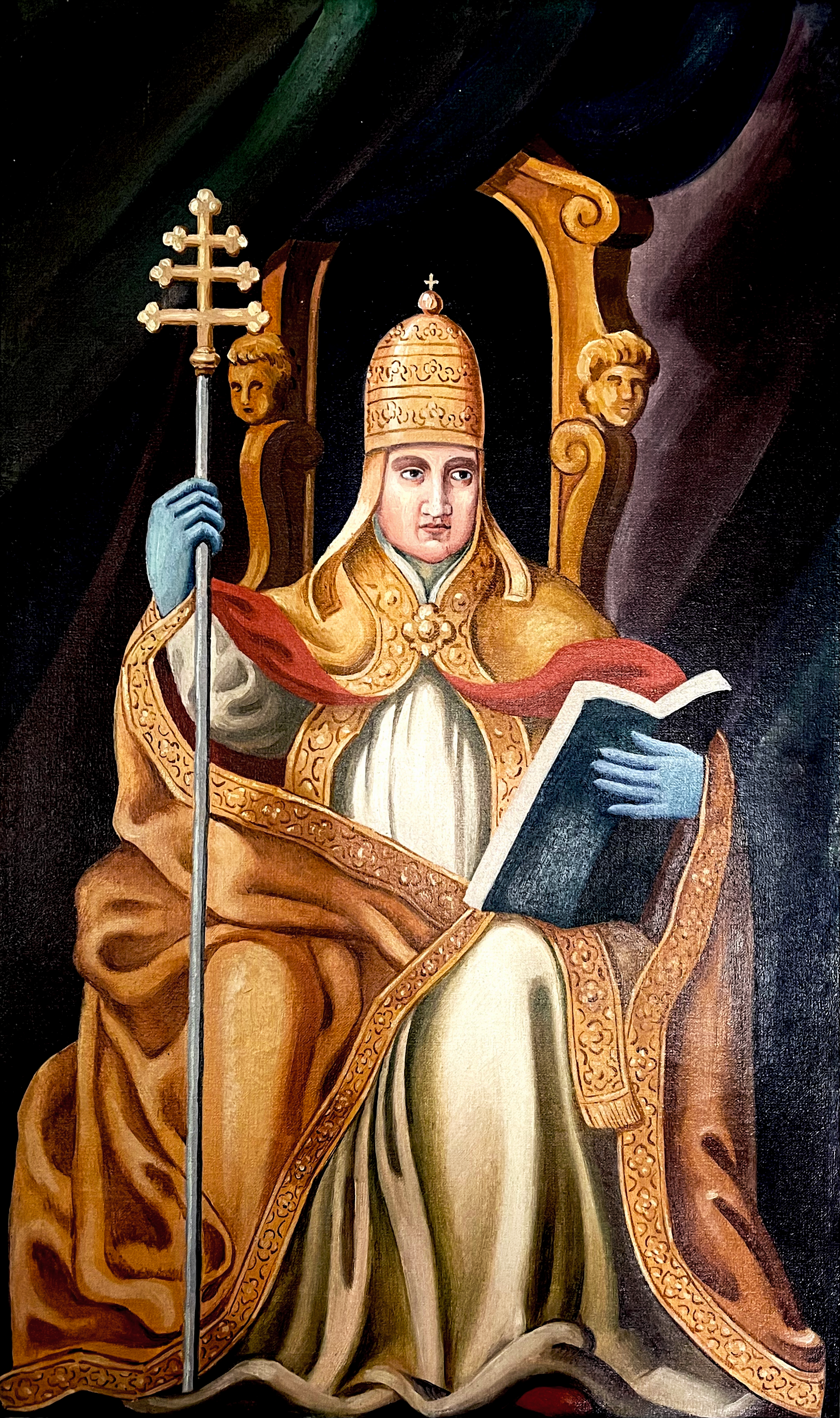
Urban I

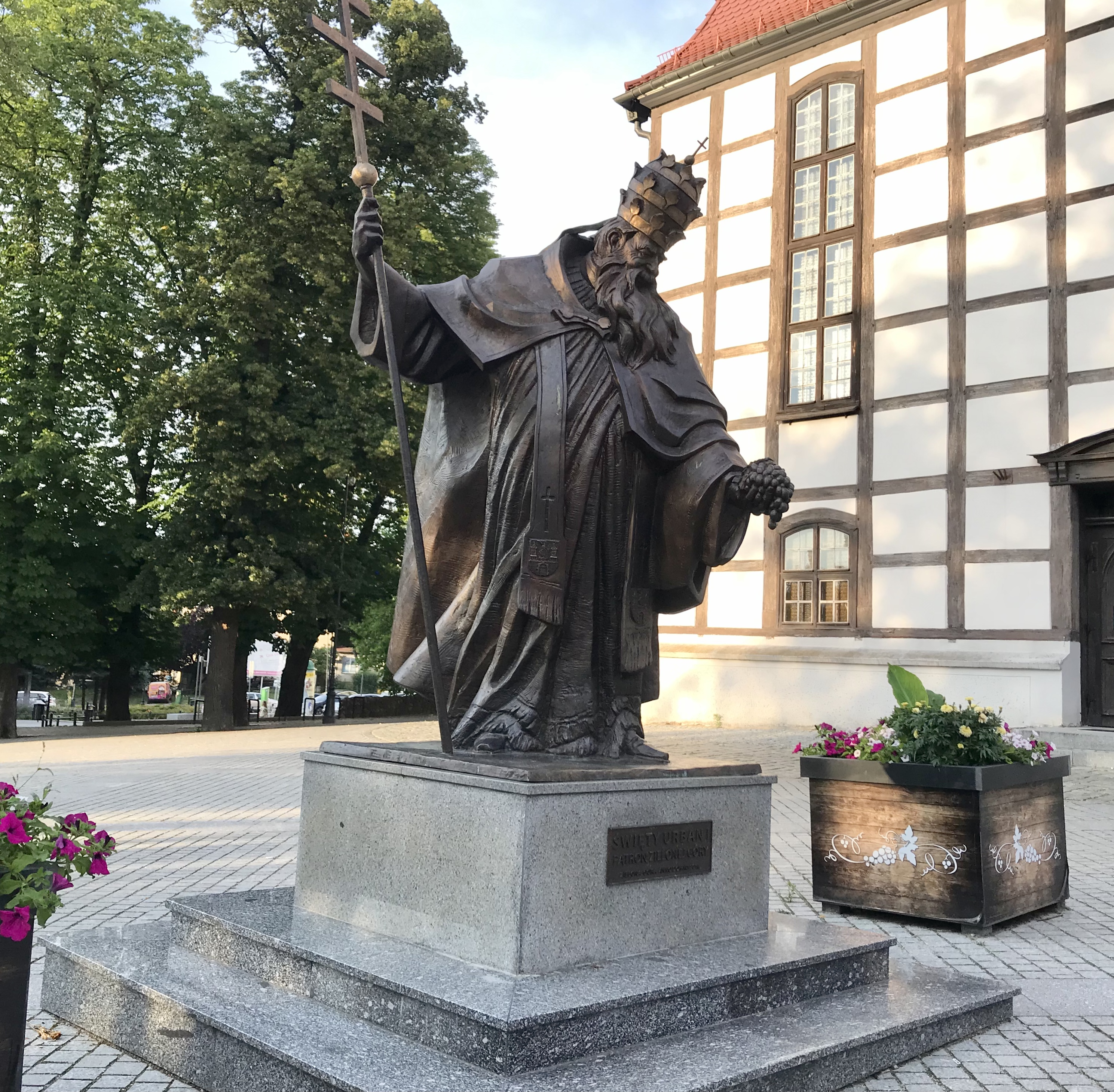
Pomnik papieża Urbana I jako Patrona Zielonej Góry